# Morenci (Arizona)
Morenci – jednostka osadnicza w Stanach Zjednoczonych, w stanie Arizona, w hrabstwie Greenlee.